# ويليام دبليو. ماكنير
ويليام دبليو. ماكنير هو محامي وسياسي أمريكي، ولد في 4 يناير 1836 في غروفلاند في الولايات المتحدة، وتوفي في 15 سبتمبر 1885 في مينيابوليس في الولايات المتحدة.